# Tatra 13
Tatra 13 byl užitkový automobil vyráběný mezi roky 1924 a 1933 v kopřivnickém podniku Tatra. Továrna vyrobila celkem 762 těchto vozidel, a to v úpravě dodávky, desetimístného autobusu nebo sanitního vozu. Automobil poháněl dvouválcový motor o výkonu dvanácti koní, který umožňoval dosažení rychlosti 45 km/h při spotřebě třinácti litrů paliva. Vozidlo v dodávkové úpravě mělo hmotnost 980 kilogramů, nicméně umožňovalo převézt náklad o hmotnosti jedné tuny. Po ukončení výroby Tatry 13 byl tento model nahrazen Tatrou 43, který umožňovat převézt náklad až do výše půldruhé tuny.